# Alosa vistonica
Alosa vistonica es una especie de pez de la familia Clupeidae en el orden de los Clupeiformes.

## Distribución geográfica
Se encuentra en Europa: lago Vistonis (Grecia)